# Гугушвили, Владимир Июлонович
Владимир (Ладо) Июлонович Гугушвили (груз. ვლადიმირ (ლადო) ჯოლონოვიჩი გუგუშვილი) (20 ноября 1897, Тифлис, Тифлисская губерния, Российская империя — ????) — советский и грузинский преподаватель, сценарист и филолог, Кандидат педагогических наук, доцент.

## Биография
Родился 20 ноября 1897 года в Тифлисе. Устроился на работу в качестве преподавателя в Театральный институт имени Шоты Руставели, также являлся кандидатом педагогических наук и доцентом указанного института, а также писал ряд сценариев для кинематографа, из которых экранизированы только 2. Дальнейшая судьба неизвестна.

## Фильмография

### Сценарист
- 1936 — Аргонавты
- 1939 — Чиора